# 유니드
유니드(영어: UNID Co.,Ltd.)는 탄산칼륨 및 가성칼륨 등 화학제품과, MDF 등의 목재 보드 제품을 생산하는 코스피 상장 기업이다. 본사는 서울특별시 중구 을지로5길 19, 17층(수하동, 페럼타워)에 위치에 있으며 탄산칼륨은 PDP, 합성수지, 세라믹 등의 원료로 사용되며, 가성칼륨은 식품 및 세제, 알칼리전지 등의 원료로 사용되며, MDF는 건축물 및 가구에 사용된다.

## 사업
전체 매출 비중은 가성칼륨 등의 칼륨계 제품이 64%, MDF 등이 36% 가량의 비중을 차지한다. 매출의 3분의 2 가까이 차지하는 칼륨계 제품은 이 회사가 대한민국 내 유일한 제조사이다. 이 사업은 초기의 높은 투자 자본이 필요하여 후발 업체의 신규 진입이 용이하지 않으나, 수입품과는 경쟁이 있는 상황이다.

## 실적
2014년 기준 시가총액 4,000억원 가량의 대기업으로, 코스피200 구성 종목이다. 2011년에는 663억원, 2012년에는 49억원, 2013년에는 359억원의 순이익을 냈으며, 2014년에도 매분기 흑자를 지속하고 있다.

## 역사
1980년 한국카리화학 주식회사로 설립되었다. 1995년 사명을 주식회사 유니드로 변경했다. OCI 기업집단에 속해 있다.

## 유니드코리아
유니드는 2014년 8월 상장폐지가 확정된 자동차 부품업체 유니드코리아(舊 쓰리피시스템)와는 관계가 없는 회사이다. 유니드코리아가 적자 누적으로 인한 기업 존속 여부 불확실로 상장폐지가 확정된 후, 유니드 종목 뉴스에 유니드코리아 관련 뉴스가 떠서 투자자들의 혼란을 초래하기도 했다. 또한 모 HTS에서 유니드를 유니드코리아로 오인하게 만드는 해프닝도 있었다.

## 본사 및 사업장 위치

### 본사
- 유니드 서울본사
  - 슬로건: 기초소재산업의 글로벌 강자
  - 주소: 서울특별시 중구 을지로5길 19(수하동) 페럼타워 17층
유니드 서울본사

### 사업장

#### 국내
- 유니드 인천공장
  - 슬로건: 칼륨계 화학제품의 Hidden Champion
  - 주소: 인천광역시 미추홀구 아암대로287번길 115(학익동)
유니드 인천공장
- 유니드 군산공장
  - 슬로건: 친환경 MDF 생산을 선도하는 Market Leader
  - 주소: 전라북도 군산시 외항1길 56(소룡동)
유니드 군산공장
- 유니드 중앙연구소
  - 슬로건: 기초소재 산업의 R&D Leader
  - 주소: 경기도 성남시 중원구 사기막골로 9번길 40(상대원동)
유니드 중앙연구소

#### 해외
- UJC
  - 슬로건: 중국 칼륨계 화학제품의 선두주자
  - 주소:  #88 Yinshan-road, New zone Zhenjiang, Jiangsu, China
UJC
- OJC
  - 슬로건: 중국 칼륨계 화학제품의 선두주자
  - 주소:  No.2, Dianchang Road, Madian, Taixing City, Jiangsu, China
OJC

## 참고 문헌
1. ↑  http://finance.naver.com/item/news.nhn?code=014830